# Рутберг Ілля Григорович
Ілля Григорович Рутберг (рос. Ілья Григорьевич Рутберг; 17 травня 1932, Ленінград, Російська РФСР — 30 жовтня 2014, Москва, Росія) — радянський і російський актор театру і кіно, мім, театральний педагог. Заслужений діяч мистецтв Росії (2002). Кандидат мистецтвознавства (1983), професор.

## Фільмографія
- 1957: Вулиця сповнена несподіванок — хуліган
- 1961: Дев'ять днів одного року — гість на весіллі з пляшкою немає в титрах)
- 1961: Цілком серйозно — Едик
- 1961: Іноземці (фільм № 3 «Ніч без милосердя») — Томас Брукс, лейтенант
- 1962: Без страху і докору — тато з маленьким синочком
- 1962: Дивіться, небо! (короткометражний) — скрипаль
- 1964: Ласкаво просимо, або Стороннім вхід заборонено — фізрук
- 1965: Иностранка — гід
- 1965: Тридцять три — помічник Брука немає в титрах
- 1966: Айболить-66 — клоун-диригент
- 1968: Житіє і вознесіння Юрася Братчика — Йосія бен Раввуні, прозваний Іудою
- 1970: Любов до трьох апельсинів — Леандр(співає Смочевський)
- 1972: Нерви... Нерви... — гіпнотизер
- 1972: Розповідь про один день (короткометражний)
- 1973: Нові пригоди Доні і Міккі — «Шеф»
- 1974: Лев Гурич Сінічкін — Налімов, розпорядник в театрі
- 1975: Шагренева шкіра — П'єро
- 1976: Ти — мені, я — тобі — Ілля Петрович Влюблчивий, начальник лабораторії
- 1977: Чарівний голос Джельсоміно — начальник жандармерії
- 1978: Безіменна зірка — пан Паску
- 1978: Жінка, яка співає — Михайло, керівник танцювально-інструментального ансамблю
- 1979: Жив-був настроювач — батько Ніки
- 1979: Сніданок на траві — завгосп, постановник пантоміми
- 1982: Не чекали, не гадали! — співробітник НДІ
- 1983: Якщо вірити Лопотухіну — чоловік Алли Костянтинівни, гуманоїд
- 1983: Мері Поппінс, до побачення (2 серія) — чиновник
- 1984: Загін — господар тиру
- 1984: Зерно рису (фільм-спектакль) — кур'єр
- 1987: Загадковий спадкоємець — співробітник еміграційної служби (в титрах зазначений як І. Рудберг)
- 1988: Раз, два - горе не біда! — лікар
- 1991: І повертається вітер ... — тапера
- 1993: Макаров
- 1993: Пістолет з глушником — псіх- «диригент»
- 1997: Зоряна ніч в Камергерском — учасник капусника МХТ
- 1999: Д. Д. Д. Досьє детектива Дубровського (17 серія «Тінь наздоганяє») — Мессерштіх
- 2000: Вітрина — ректор консерваторії
- 2000: Весілля — Юхим, тамада
- 2000: Шуб-баба Люба! — нежданий гість
- 2001: Дружна сімейка (6 серія «Справа техніки») — холодильний майстер
- 2001: Мамука
- 2002: Башмачник — патологоанатом
- 2002: Інтимне життя Севастіана Бахова — Севастян Іванович Бахов
- 2002: Пригоди мага (серія «Передсмертний гороскоп») — Марат Семенович
- 2003: Є ідея
- 2003: На розі, у Патріарших — 3 - Олександр Абрамович Сулькін
- 2003: Чорна мітка — лікуючий лікар Алієва
- 2004: Даша Васильєва. Любителька приватного розшуку — 3, «Басейн з крокодилами» — вчитель французької
- 2004: На Верхній Масловці — вчитель музики
- 2005: Родинний обмін — Соломон Шпігель, адвокат
- 2005: Життя — поле для полювання — комуни (Кома), сусід убитого Шеховцева
- 2005: Ілюзія мрії
- 2005: Плата за любов — Файнштейн
- 2006: Контроль
- 2006: Блюз опадаючого листя — Яків Мойсейович
- 2006: Угон (2 серія «Діамантові» Мерседеси "")
- 2007: Солдати — Наум Йосипович
- 2007: Спартакіада. Локальне потепління — архіваріус
- 2008: Спасите наши души — Штольц, професор
- 2008: Гасіть світло — Борис Аронович
- 2009: Дівич-вечір — Еммануїл Маркович Цвік, колекціонер
- 2010: А мама краще! — дідусь Яші
- 2011: Мій тато Баришніков — дідусь
- 2011: Татусеві дочки — Іванов, лікар жіночої консультації
- 2011: Розплата — Марк Леонідович Гофман, професор
- 2012: Вороніни —  Дмитро Ігорович Лемперт, психіатр
- 2012: Четвер, 12 —  професор
- 2012: НС: Надзвичайна ситуація 9 серія —  Ілля Аронович , сценарист
- 2013: Гагарін. Перший в космосі —  професор
- 2015: На нейтральній смузі